# Siniša Stevanović
Siniša Stevanović (in serbo Синиша Стевановић?; Belgrado, 12 gennaio 1989) è un calciatore serbo, difensore del Mornar.

## Palmarès

### Club

#### Competizioni nazionali
- Campionato serbo: 1

Partizan: 2009-2010
- Coppa di Bosnia: 1

Željezničar: 2017-2018